# بيتر بيكر (سياسي)
بيتر بيكر (بالإنجليزية: Peter Baker)‏ هو سياسي بريطاني (وحمل سابقاً جنسية المملكة المتحدة لبريطانيا العظمى وأيرلندا)، ولد في 20 أبريل 1921 في المملكة المتحدة، وتوفي في 14 نوفمبر 1966 في نفس البلد. حزبياً، نشط في حزب المحافظين. في الانتخابات العامة في المملكة المتحدة 1950 ‏، انتخب عضو برلمان المملكة المتحدة الـ39 عن دائرة نورفولك الجنوبية (23 فبراير 1950 – 5 أكتوبر 1951) وفي الانتخابات العامة في المملكة المتحدة 1951 ‏، انتخب عضو برلمان المملكة المتحدة الـ40 عن دائرة نورفولك الجنوبية (25 أكتوبر 1951 – 16 ديسمبر 1954).